# Pselaphodes
Pselaphodes – rodzaj chrząszczy z rodziny kusakowatych i podrodziny marników.

## Morfologia
Chrząszcze te osiągają między 2 a 4 mm długości ciała. Ubarwienie mają od rudobrązowego do ciemnobrązowego, rzadziej żółtobrązowe. Odcień głaszczków szczękowych i stóp jest jaśniejszy niż reszty ciała. Mniej więcej trójkątna w zarysie głowa jest delikatnie punktowana i gęsto owłosiona, zaopatrzona w dołek na czole. Czułki są długie lub bardzo długie, u samców często o niektórych członach zmodyfikowanych. Głaszczki szczękowe mają niektóre człony asymetrycznie zbudowane. Przedplecze ma powierzchnię delikatnie punktowaną, owłosioną i zaopatrzoną w podłużną bruzdę pośrodkową. Na powierzchni pokryw znajdują się dwie pary dołków przypodstawowych. Zapiersie (metawentryt) pozbawione jest dołka środkowego, u samca wyposażone jest w parę wyraźnych wyrostków. Odnóża są długie i smukłe oraz mają człony stóp pozbawione modyfikacji, w szczególności drugi człon jest smukły, pozbawiony szerokich płatów. Genitalia samca mają parzyste paramery, duży płat środkowy edeagusa i różne skleryty w endofallusie.

## Rozprzestrzenienie
Owady te zamieszkują wschodnią i południowo-wschodnią część Azji, zarówno krainę orientalną jak i południowo-wschodnią część Palearktyki. Większość opisanych gatunków występuje w Chinach, najczęściej endemicznie. Poza tym przedstawiciele rodzaju znani są z Nepalu, północnych Indii, Sri Lanki, Tajlandii, Laosu, Wietnamu, Malezji i Filipin. Różnorodność rodzaju w Azji Południowo-Wschodniej pozostaje niedostatecznie rozpoznana.

## Taksonomia
Takson ten wprowadzony został w 1870 roku przez Johna O. Westwooda. W obrębie podplemienia Tyrina tworzy większy kompleks rodzajów wraz z pokrewnymi Dayao, Indophodes, Labomimus, Lasinus, Linan, Nomuraius, Paralasinus i Taiwanophodes.
Do 2021 roku opisano 88 zaliczonych do tego rodzaju gatunków:

- Pselaphodes aculeus Yin, Li et Zhao, 2010[6]
- Pselaphodes aduncus Huang, Li et Yin, 2018[3]
- Pselaphodes ampliatus Huang et Yin, 2020[7]
- Pselaphodes anhuianus Yin et Li, 2013[2]
- Pselaphodes anjiensis Huang, Li et Yin, 2018[3]
- Pselaphodes antennarius Huang, Li et Yin, 2018[3]
- Pselaphodes bagmatius Huang et Yin, 2020[7]
- Pselaphodes banphabat Yin et Li, 2021[4]
- Pselaphodes bakeri Raffray, 1918[3]
- Pselaphodes baoxingensis Huang, Li et Yin, 2018[3]
- Pselaphodes bilobatus Huang et Yin, 2020[7]
- Pselaphodes biwenxuani Yin, Li et Zhao, 2011[1]
- Pselaphodes bomiensis Yin, Li et Zhao, 2011[1]
- Pselaphodes condylus Yin, Li et Zhao, 2010[6]
- Pselaphodes corniger Huang et Yin, 2020[7]
- Pselaphodes cornutus Yin, Li et Zhao, 2010[6]
- Pselaphodes coxatus Huang et Yin, 2020[7]
- Pselaphodes cuonaus Yin, Li et Zhao, 2011[1]
- Pselaphodes daii Yin et Hlaváč, 2013[2]
- Pselaphodes dalatensis Yin et Li, 2021[4]
- Pselaphodes daweishanus Huang, Li et Yin, 2018[3]
- Pselaphodes dayaoensis Yin et Li, 2012[8]
- Pselaphodes declinatus Yin, Li et Zhao, 2010[6]
- Pselaphodes distincticornis Yin et Li, 2012[3]
- Pselaphodes elongatus Huang, Li et Yin, 2018[3]
- Pselaphodes erlangshanus Yin et Li, 2012[3]
- Pselaphodes fansipanensis Bekchiev et Yin, 2019[9]
- Pselaphodes femoralis Huang, Li et Yin, 2018[3]
- Pselaphodes fengtingae Yin, Li et Zhao, 2011[1]
- Pselaphodes ﬂexus Yin et Li, 2012[3]
- Pselaphodes gongshanensis Yin, Li et Zhao, 2011[1]
- Pselaphodes grebennikovi Yin et Hlaváč, 2013[2]
- Pselaphodes hainanensis Yin et Li, 2013[2]
- Pselaphodes hanmiensis Yin, Li et Zhao, 2011[1]
- Pselaphodes hlavaci Yin, Li et Zhao, 2010[6]
- Pselaphodes hui Yin et Li, 2012[8]
- Pselaphodes incisus Huang, Li et Yin, 2018[3]
- Pselaphodes jendeki Yin et Li, 2021[4]
- Pselaphodes jizushanus Yin, Li et Zhao, 2011[1]
- Pselaphodes khandbarius Huang et Yin, 2020[7]
- Pselaphodes kishimotoi Yin et Nomura, 2013[3]
- Pselaphodes kuankuoshuiensis Yin et Li 2013[2]
- Pselaphodes latilobus Yin, Li et Zhao, 2010[6]
- Pselaphodes linae Yin et Li, 2012[10]
- Pselaphodes loebli Huang et Yin, 2020[7]
- Pselaphodes longilobus Yin et Hlaváč, 2013[2]
- Pselaphodes maoershanus Yin et Li, 2012[8]
- Pselaphodes maolanensis Huang, Li et Yin, 2018[3]
- Pselaphodes meniscus Yin, Li et Zhao, 2011[1]
- Pselaphodes miraculum Yin, Li et Zhao, 2010[6]
- Pselaphodes monoceros Yin et Hlaváč, 2013[2]
- Pselaphodes nomurai Yin, Li et Zhao, 2010[6]
- Pselaphodes nongfa Yin et Li, 2021[4]
- Pselaphodes olexai Yin et Li, 2021[4]
- Pselaphodes paraculeus Huang, Li et Yin, 2018[3]
- Pselaphodes parapectinatus Yin et Li, 2021[4]
- Pselaphodes parvus Yin, Li et Zhao, 2011[1]
- Pselaphodes pectinatus Yin, Li et Zhao, 2011[1]
- Pselaphodes pengi Yin et Li, 2013[2]
- Pselaphodes posticus Huang, Li et Yin, 2018[3]
- Pselaphodes procerus Huang et Yin, 2020[7]
- Pselaphodes prominulus Huang, Li et Yin, 2018[3]
- Pselaphodes psomus Huang et Yin, 2020[7]
- Pselaphodes pseudowalkeri Yin et Li, 2013[3]
- Pselaphodes robustus Huang et Yin, 2020[7]
- Pselaphodes rotundatus Huang et Yin, 2020[7]
- Pselaphodes sagephorus Huang et Yin, 2020[7]
- Pselaphodes shii Yin et Li, 2012[8]
- Pselaphodes simoni Raffray, 1894[3]
- Pselaphodes simplicicornis Champion, 1925[3]
- Pselaphodes smetanai Huang et Yin, 2020[7]
- Pselaphodes songxiaobini Huang, Li et Yin, 2018[3]
- Pselaphodes spinosus Champion, 1925[3]
- Pselaphodes subtilissimus Yin, Li et Zhao, 2010[6]
- Pselaphodes suthepensis Huang, Li et Yin, 2018[3]
- Pselaphodes symmetricus Huang et Yin, 2020[7]
- Pselaphodes thailandicus Huang, Li et Yin, 2018[3]
- Pselaphodes tianmuensis Yin, Li et Zhao, 2010[6]
- Pselaphodes tiantongensis Yin et Li, 2013[2]
- Pselaphodes tmesisternus Huang et Yin, 2020[7]
- Pselaphodes torus Yin, Li et Zhao, 2010[6]
- Pselaphodes unicornis Bekchiev et Hlaváč, 2013[3]
- Pselaphodes villosus Westwood, 1870[5]
- Pselaphodes walkeri Sharp, 1892[11]
- Pselaphodes wrasei Yin et Li, 2013[2]
- Pselaphodes yanbini Yin, Li et Zhao, 2011[1]
- Pselaphodes yunnanicus (Hlavá, Nomura et Zhou, 2000)[6]
- Pselaphodes zhongdianus Yin et Li, 2012[12]